# Бјер
Бјер (фр. Biert) насеље је и општина у јужној Француској у региону Миди Пирене, у департману Арјеж која припада префектури Сен Жирон.
По подацима из 2011. године у општини је живело 300 становника, а густина насељености је износила 12,76 становника/km². Општина се простире на површини од 23,51 km². Налази се на средњој надморској висини од 588 метара (максималној 1.371 m, а минималној 559 m).

## Демографија
| 1962. | 1968. | 1975. | 1982. | 1990. | 1999. | 2011. |
| ----- | ----- | ----- | ----- | ----- | ----- | ----- |
| 290   | 334   | 264   | 243   | 286   | 284   | 300   |

График промене броја становника у току последњих година